# Guglielmo IV di Weimar
Guglielmo IV di Weimar (... – 1062) fu conte di Weimar dal 1039 alla morte e margravio di Meißen dal 1046 alla morte.

## Biografia
Era figlio di Guglielmo III della stirpe di Weimar e della sua seconda moglie Oda, presumibilmente figlia del margravio di Lusazia Tietmaro II. Nel 1039 ereditò la contea paterna di Weimar mentre il fratello minore Ottone ereditò Orlamünde. Nel 1042 il re dei Romani Enrico III il Nero lo nominò reggente della contea palatina di Sassonia. Nel 1046 Eccardo II di Meißen morì senza eredi, lasciando il proprio margraviato all'imperatore Enrico III. L'imperatore accolse questa donazione, ma la concesse a Guglielmo, il quale, grazie al secondo matrimonio di sua madre Oda, figlia di Tietmaro II, aveva ereditato anche la delle terre in Turingia dal margravio Dedi. Con la morte del margravio Eccardo II, Guglielmo ottenne quindi anche i territori della marca di Turingia.
Alla morte dell'Imperatore nel 1056, egli fu uno dei più leali servitori della reggente, l'Imperatrice Agnese di Poitou. L'Imperatrice gli concesse grandi favori come il comando assieme al vescovo di Naumburg Eppo, delle armate imperiali nella campagna in supporto di Andrea I d'Ungheria contro suo fratello Bela, duca di Nitra. Le armate imperiali dovettero presto ritirarsi e, al passo Theben presso Wieselburg, Guglielmo ed Eppo vennero catturati. Ad ogni modo il figlio di Bela, Geza, era rimasto impressionato dal coraggio di Guglielmo, e indusse il padre non solo a lasciarlo libero, ma a dargli in sposa sua figlia Sofia. Prima che i due si potessero sposare, ad ogni modo, Guglielmo si ammalò e morì nel suo viaggio di ritorno a casa, nel 1062. 

## Ascendenza
|                         |         |                        | Genitori |  |  | Nonni |  |  | Bisnonni              |  |  | Trisnonni |  |
|                         |         |                        |          |  |  |       |  |  | Guglielmo I di Weimar |  |  | …         |  |
|                         |         |                        |          |  |  |       |  |  | Guglielmo I di Weimar |  |  | …         |  |
|                         |         | …                      |          |  |  |       |  |  | Guglielmo I di Weimar |  |  |           |  |
| Guglielmo II di Weimar  |         |                        |          |  |  |       |  |  | Guglielmo I di Weimar |  |  |           |  |
|                         |         | …                      | …        |  |  |       |  |  |                       |  |  |           |  |
|                         |         | …                      | …        |  |  |       |  |  |                       |  |  |           |  |
|                         |         | …                      | …        |  |  |       |  |  |                       |  |  |           |  |
| Guglielmo III di Weimar |         | …                      |          |  |  |       |  |  |                       |  |  |           |  |
|                         |         | …                      | …        |  |  |       |  |  |                       |  |  |           |  |
|                         |         | …                      | …        |  |  |       |  |  |                       |  |  |           |  |
|                         |         | …                      | …        |  |  |       |  |  |                       |  |  |           |  |
| …                       |         | …                      |          |  |  |       |  |  |                       |  |  |           |  |
|                         |         | …                      | …        |  |  |       |  |  |                       |  |  |           |  |
|                         |         | …                      | …        |  |  |       |  |  |                       |  |  |           |  |
|                         |         | …                      | …        |  |  |       |  |  |                       |  |  |           |  |
| Guglielmo IV di Weimar  |         | …                      |          |  |  |       |  |  |                       |  |  |           |  |
|                         | Gero II | Tietmaro di Meißen     |          |  |  |       |  |  |                       |  |  |           |  |
|                         | Gero II | Tietmaro di Meißen     |          |  |  |       |  |  |                       |  |  |           |  |
|                         | Gero II | Swanehilde di Sassonia |          |  |  |       |  |  |                       |  |  |           |  |
| Tietmaro IV             | Gero II |                        |          |  |  |       |  |  |                       |  |  |           |  |
|                         |         | Adelaide               | …        |  |  |       |  |  |                       |  |  |           |  |
|                         |         | Adelaide               | …        |  |  |       |  |  |                       |  |  |           |  |
|                         |         | Adelaide               | …        |  |  |       |  |  |                       |  |  |           |  |
| Oda di Sassonia         |         | Adelaide               |          |  |  |       |  |  |                       |  |  |           |  |
|                         |         | …                      | …        |  |  |       |  |  |                       |  |  |           |  |
|                         |         | …                      | …        |  |  |       |  |  |                       |  |  |           |  |
|                         |         | …                      | …        |  |  |       |  |  |                       |  |  |           |  |
| …                       |         | …                      |          |  |  |       |  |  |                       |  |  |           |  |
|                         |         | …                      | …        |  |  |       |  |  |                       |  |  |           |  |
|                         |         | …                      | …        |  |  |       |  |  |                       |  |  |           |  |
|                         |         | …                      | …        |  |  |       |  |  |                       |  |  |           |  |
|                         |         | …                      |          |  |  |       |  |  |                       |  |  |           |  |

## Fonti
- ADB:Wilhelm (Graf von Weimar-Orlamünde) at German Wikisource.

| Controllo di autorità | VIAF (EN) 160830747 · CERL cnp01278297 · GND (DE) 143036793 |